# IBM Informix
IBM Informix  è un prodotto della divisione "Gestione dell'informazione" (Information Management) di IBM che è focalizzata su diversi DBMS relazionali
I prodotti Informix erano originariamente sviluppati da Informix Corporation, di cui Informix Software era una filiale acquisita da IBM nel 2001.
IBM ha continuato in modo attivo lo sviluppo e il marketing dei prodotti chiave di Informix. La versione attuale di IBM Informix è la 12.1 ed è la base per diverse edizioni del prodotto che variano in capacità e funzionalità.
La base di dati Informix è stata usata in molte applicazioni OLTP ad alto tasso di transazione nel settore della vendita al dettaglio, finanziario, energetico, delle utility, della produzione e dei trasporti. Più recentemente il server è stato potenziato per supportare i carichi di lavoro datawarehouse.
L'Informix server supporta il modello relazionale ad oggetti che permette ad IBM di offrire estensioni che supportano i tipi di dati che non sono una parte dello standard SQL.
Le estensioni più usate sono quelle riguardanti le serie temporali e spaziale che forniscono entrambe supporto al tipo di dato ed estensioni linguistiche che permettono interrogazioni per un dominio specifico ad alte prestazioni e archiviazione efficiente per set di dati basati su serie temporali e dati spaziali.